# Stenotabanus changuinolae
Stenotabanus changuinolae är en tvåvingeart som beskrevs av David Fairchild 1942. Stenotabanus changuinolae ingår i släktet Stenotabanus och familjen bromsar. Inga underarter finns listade i Catalogue of Life.